# Skjerstadfjorden
Skjerstadfjorden er en fjord i Fauske og Bodø kommuner i Nordland fylke i Norge. Fjorden går 32 kilometermod øst til Fauske i øst og er en fortsættelse af Saltfjorden. Hvis man også medtager Saltdalsfjorden er længden 41 kilometer. 
Fjorden har indløb mellem Godøystraumen i nord og Saltstraumen i syd, som går på hver sin side af Knaplundsøya. Tverrlandet ligger på nordsiden af indløbet, der ligger bebyggelsen Naurstad og vigen Vågsbotn. På nordsiden går Valnesfjorden mod nord til landsbyen Straumsnes. Syd for Valnesfjorden, på sydsiden af Skjerstadfjorden, ligger bygden Skjerstad, og derfra går fjordarmen Misværfjorden mod syd til Misvær.
Lidt øst for Skjerstad ligger bygden Breivik på sydsiden. Lige nord for Breivik ligger Venset på den anden side. Midt i fjorden går halvøen Øynes ud i fjorden og danner Klungsetvigen på nordsiden. I denne vig ligger bebyggelsen Klungset og bygden Røvika. Selve Fauske ligger øst for Klungset, inderst i Fauskevigen.  Sydøst for   Fauskevigen går Saltdalsfjorden stik mod syd  til Rognan i Saltdal kommune. 
Flere elve løber ud i Skjerstadfjorden, hvoraf Sulitjelmavassdraget og Saltdalsvassdraget (som løber ud  i Saltdalsfjorden) er de største.
Europavej E6 og går langs den indre østlige del af fjorden til Fauske og videre nordover. Nordlandsbanen går også langs fjordens østside til Fauske. Fra Fauske og på nordsiden af fjorden mod Bodø går riksvej 80 og Nordlandsbanen. Langs dele af sydsiden går riksvej 812, fylkesvej 553 og fylkesvei 554.
Fjorden har en gennemsnitsdybde på 500 meter, og max dybde på 545 meter, ud for Godøystraumen.